# Zamarada taborae
Zamarada taborae är en fjärilsart som beskrevs av Embrik Strand 1909. Zamarada taborae ingår i släktet Zamarada och familjen mätare. Inga underarter finns listade i Catalogue of Life.